# Uno-X Pro Cycling Team/2022
Deze pagina geeft een overzicht van de Uno-X Pro Cycling Team-wielerploeg in 2022.

## Algemene gegevens
Teammanager: Jens Haugland
Ploegleiders: Kurt-Asle Arvesen, Lars Ytting Bak, Alexandra Greenfield, Arne Ensrud, Christian Andersen, Gino Vanoudenhove, Jesper Mørkøv, Leonard Snoeks, Stig Kristiansen
Fietsmerk:

## Renners
| Naam                       | Geboortedatum | Nationaliteit | Ploeg 2021            |
| -------------------------- | ------------- | ------------- | --------------------- |
| Jonas Abrahamsen           | 20-09-1995    | Noorwegen     |                       |
| Idar Andersen              | 30-04-1999    | Noorwegen     |                       |
| Erlend Blikra              | 11-01-1997    | Noorwegen     |                       |
| Anthon Charmig             | 25-03-1998    | Denemarken    |                       |
| Fredrik Dversnes           | 20-03-1997    | Noorwegen     | Team Coop             |
| Niklas Eg                  | 06-01-1995    | Denemarken    | Trek-Segafredo        |
| Jonas Gregaard             | 30-07-1996    | Denemarken    | Astana-Premier Tech   |
| Tord Gudmestad             | 08-05-2001    | Noorwegen     | Team Coop             |
| Kristoffer Halvorsen       | 13-04-1996    | Noorwegen     |                       |
| Lasse Norman Hansen        | 11-02-1992    | Denemarken    | Team Qhubeka NextHash |
| Jacob Hindsgaul Madsen     | 14-07-2000    | Denemarken    |                       |
| Ådne Holter                | 08-07-2000    | Noorwegen     |                       |
| Morten Hulgaard            | 23-08-1998    | Denemarken    |                       |
| Anders Halland Johannessen | 23-08-1999    | Noorwegen     |                       |
| Tobias Halland Johannessen | 23-08-1999    | Noorwegen     |                       |
| Kristian Kulset            | 01-10-1995    | Noorwegen     |                       |
| Sindre Kulset              | 07-08-1998    | Noorwegen     |                       |
| Niklas Larsen              | 22-03-1997    | Denemarken    |                       |
| William Blume Levy         | 14-01-2001    | Denemarken    | Team ColoQuick        |
| Erik Nordsæter Resell      | 28-09-1996    | Noorwegen     |                       |
| Lars Saugstad              | 28-05-1997    | Noorwegen     |                       |
| Anders Skaarseth           | 07-05-1995    | Noorwegen     |                       |
| Iver Skaarseth             | 15-05-1998    | Noorwegen     |                       |
| Torjus Sleen               | 30-05-1997    | Noorwegen     |                       |
| Rasmus Tiller              | 28-07-1996    | Noorwegen     |                       |
| Torstein Træen             | 16-07-1995    | Noorwegen     |                       |
| Martin Urianstad           | 06-02-1999    | Noorwegen     |                       |
| Søren Wærenskjold          | 12-03-2000    | Noorwegen     |                       |
| Syver Wærsted              | 08-08-1996    | Noorwegen     |                       |

### Vertrokken
| Naam                    | Geboortedatum | Nationaliteit | Ploeg 2022                         |
| ----------------------- | ------------- | ------------- | ---------------------------------- |
| Daniel Hoelgaard        | 01-07-1993    | Noorwegen     | Gestopt                            |
| Markus Hoelgaard        | 04-10-1994    | Noorwegen     | Trek-Segafredo                     |
| Jonas Iversby Hvideberg | 09-02-1999    | Noorwegen     | Team DSM                           |
| Julius Johansen         | 13-09-1999    | Denemarken    | Intermarché-Wanty-Gobert Matériaux |
| Johan Price-Pejtersen   | 26-03-1999    | Denemarken    | Bahrain-Victorious                 |
| Frederik Rodenberg      | 22-01-1998    | Denemarken    | Team DSM                           |

## Overwinningen
| Nationale kampioenschappen wielrennen Noorwegen - wegrit U23: Søren Wærenskjold Noorwegen - wegrit: Rasmus Tiller Grand Prix Megasaray Tord Gudmestad Ster van Bessèges 4e etappe: Tobias Halland Johannessen Jongerenklassement: Tobias Halland Johannessen Ronde van Antalya 3e etappe: Jacob Hindsgaul Madsen Eindklassement: Jacob Hindsgaul Madsen Puntenklassement: Jacob Hindsgaul Madsen Ronde van Oman 3e etappe: Anthon Charmig Jongerenklassement: Anthon Charmig Ronde van de Alpen Bergklassement: Torstein Træen | Boucles de l'Aulne Idar Andersen Ronde van Noorwegen Puntenklassement: Tobias Halland Johannessen Critérium du Dauphiné Jongerenklassement: Tobias Halland Johannessen Ronde van Poitou-Charentes Bergklassement: Tord Gudmestad Ronde van Langkawi 6e etappe: Erlend Blikra Puntenklassement: Erlend Blikra |

Alpecin-Deceuninck · B&B Hotels-KTM · Bardiani-CSF-Faizanè  · Bingoal Pauwels Sauces WB · Burgos-BH · Caja Rural-Seguros RGA · Drone Hopper-Androni Giocattoli · EOLO-Kometa · Equipo Kern Pharma · Euskaltel-Euskadi · Gazprom-RusVelo · Human Powered Health · Sport Vlaanderen-Baloise · Arkéa-Samsic · Team Novo Nordisk · Team TotalEnergies · Uno-X Pro Cycling Team
Mannen: 2020 · 2021 · 2022 · 2023 · 2024 · 2025
Vrouwen: 2022 · 2023 · 2024 · 2025